# Bettwiesen
Bettwiesen é uma comuna da Suíça, no Cantão Turgóvia, com cerca de 1.048 habitantes. Estende-se por uma área de 3,84 km², de densidade populacional de 273 hab/km². Confina com as seguintes comunas: Bronschhofen (SG), Lommis, Münchwilen, Tobel-Tägerschen, Wängi.
A língua oficial nesta comuna é o Alemão.